# Taglio-Isolaccio
Taglio-Isolaccio (Corsicaans: Tagliu Isulaccia; Gallurisch: Tagliu-Isulacciu; Sassarees: Tagliu-Isuracciu) is een gemeente in het Franse departement Haute-Corse (regio Corsica ) en telt 523 inwoners (2007). 

## Geografie
De oppervlakte bedraagt 11,47 km², de bevolkingsdichtheid is 45,6 inwoners per km². Het dorp ligt in Castagniccia op Corsica. De gemeente bestaat feitelijk uit hooggelegen twee dorpen, Taglio en Isolaccio, maar sinds de jaren zestig is ook in het dal gebouwd, daar bevinden zich onder andere een bekende kaasmakerij en een groot vakantiedorp.

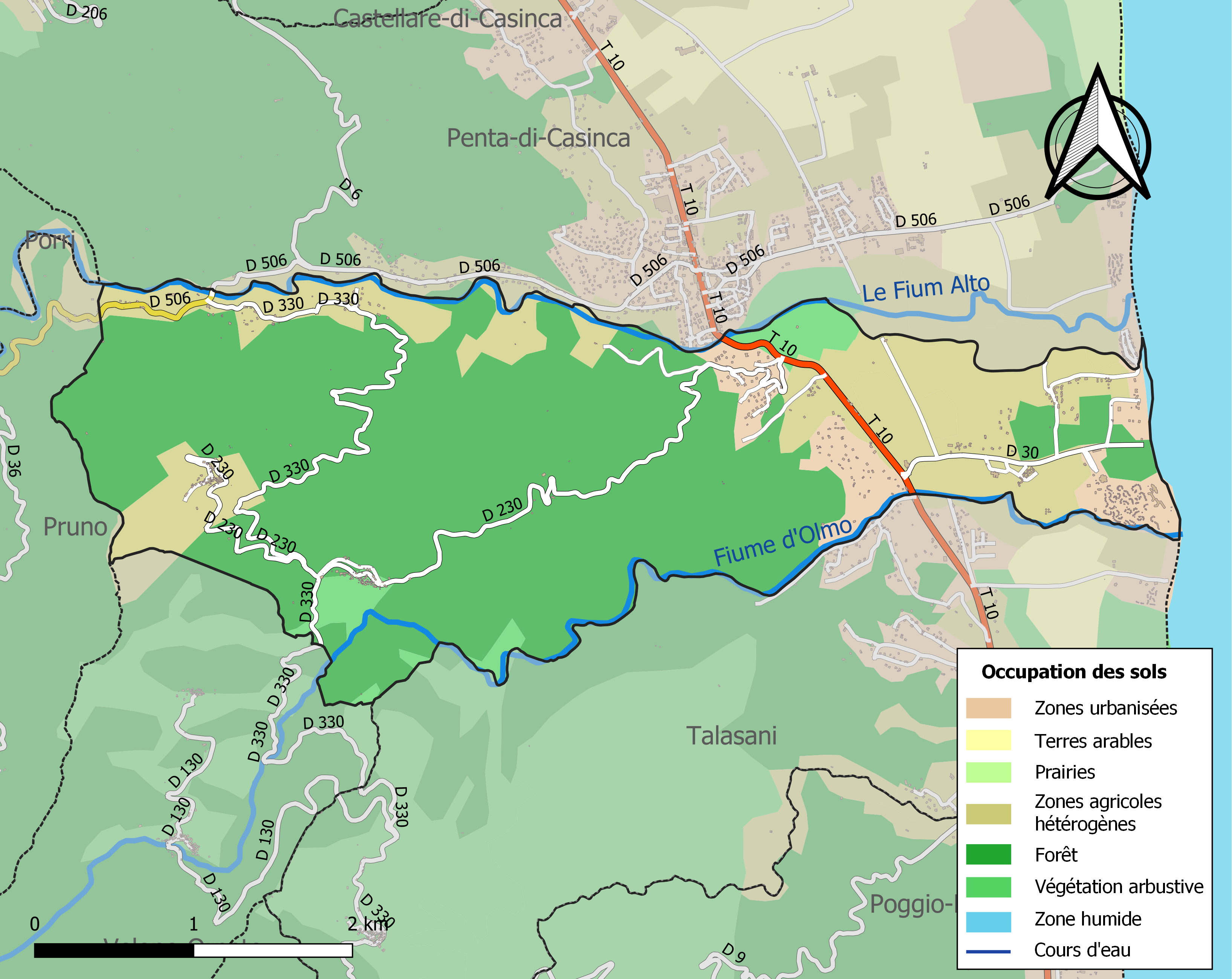
Kaart van de gemeente met de belangrijkste infrastructuur, bodemgebruik en omliggende gemeenten

## Bekende persoonlijkheden uit de gemeente
Anton Battista Paoli (1858-1931), bijgenaamd "Paoli di Tagliu", schrijver van een aantal liederen en gedichten, waaronder het beroemde "Lamentu di u castagnu à u corsu" (klaagzang van de kastanjeboom tot de Corsicaan, gepubliceerd in: A Tramuntana, 1903).
Jean-François en Alain Bernardini, oprichters en zangers van de groep I Muvrini.

## Demografie
Onderstaande figuur toont het verloop van het inwonertal.
Vanwege een beveiligingsprobleem met de MediaWiki Graph-software is het momenteel niet mogelijk deze grafiek weer te geven. Zodra de software is bijgewerkt zal de grafiek vanzelf weer zichtbaar worden.